# Сентер (тауншип, Миннесота)
Сентер (англ. Center) — тауншип в округе Кроу-Уинг, Миннесота, США. На 2000 год его население составило 808 человек.

## География
По данным Бюро переписи населения США площадь тауншипа составляет 56,2 км², из которых 46,0 км² занимает суша, а 10,3 км² — вода (18,24 %).

## Демография
По данным переписи населения 2000 года здесь находились 808 человек, 325 домохозяйств и 244 семьи.  Плотность населения —  17,6 чел./км².  На территории тауншипа расположено 445 построек со средней плотностью 9,7 построек на один квадратный километр. Расовый состав населения: 97,77 % белых, 0,25 % коренных американцев, 0,12 % азиатов и 1,86 % приходится на две или более других рас. Испанцы или латиноамериканцы любой расы составляли 0,37 % от популяции тауншипа.
Из 325 домохозяйств в 26,8 % воспитывались дети до 18 лет, в 67,4 % проживали супружеские пары, в 4,0 % проживали незамужние женщины и в 24,9 % домохозяйств проживали несемейные люди. 21,8 % домохозяйств состояли из одного человека, при том 9,5 % из — одиноких пожилых людей старше 65 лет. Средний размер домохозяйства — 2,47, а семьи — 2,86 человека.
21,2 % населения — младше 18 лет, 7,2 % — в возрасте от 18 до 24 лет, 28,2 % — от 25 до 44, 27,2 % — от 45 до 64, и 16,2 % — старше 65 лет. Средний возраст — 41 год. На каждые 100 женщин приходилось 103,5 мужчин.  На каждые 100 женщин старше 18 приходилось 104,8 мужчин.
Средний годовой доход домохозяйства составлял 40 000 долларов, а средний годовой доход семьи —  47 188 долларов. Средний доход мужчин —  35 865  долларов, в то время как у женщин — 19 219. Доход на душу населения составил 19 940 долларов. За чертой бедности находились 4,4 % семей и 5,3 % всего населения тауншипа, из которых 5,2 % младше 18 и 15,0 % старше 65 лет.